# Palazzo dell'Unione Militare

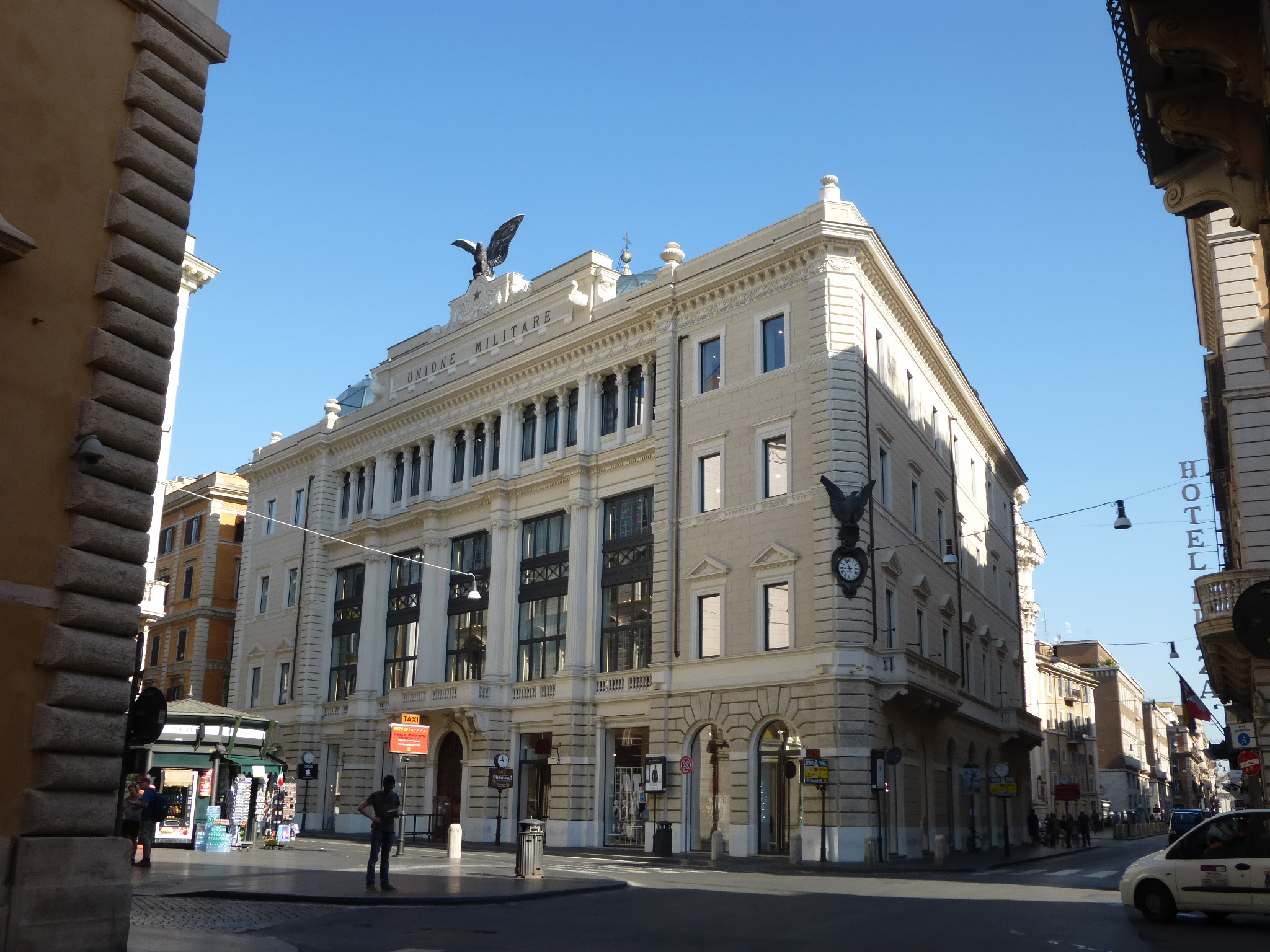
Vista do palácio.

Palazzo dell'Unione Militare é um palácio eclético localizado na esquina da Via del Corso com a Via Tomacelli, no rione Campo Marzio de Roma, no Largo Carlo Goldoni, onde termina a famosa Via dei Condotti. Construído em 1901, o edifício ganhou fama depois de sofrer uma grande reforma em 2013 para abrigar uma mega-loja de 6 000 m2 do grupo Benetton, obra dos arquitetos Massimiliano e Doriana Fuksas.

## História

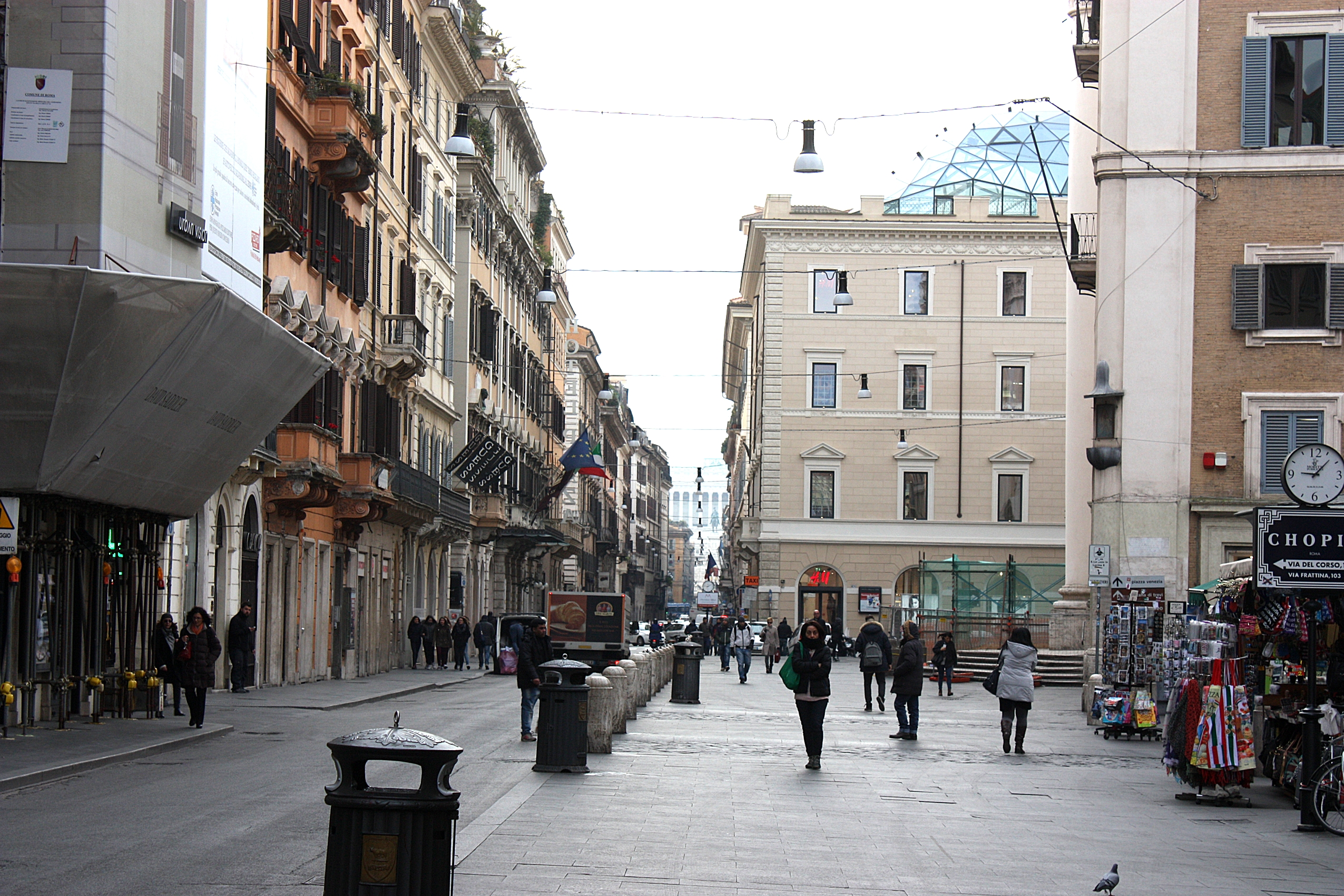
Vista do teto de vidro elevado do palácio ("lanterna de luz") a partir do Largo San Carlo al Corso.

Completada no prazo previsto, a reforma do antigo palácio da Unione Militare provocou grandes debates na comunidade arquitetônica da cidade de Roma, pois o projeto previa a construção de uma grande área vidraçada no teto cobrindo um grande poço de luz central correpondente à altura toda do edifício; no último piso, um restaurante e um café permitem uma vista panorâmica de toda a cidade. 
Na opinião da arquiteta Federica Galloni, diretora regional do patrimônio cultural e paisagístico do Lácio, "o canteiro de obras da megastore Benetton é uma propriedade não vinculada, sobre a qual o Ministério se limita a dar uma opinião consultiva", mas que, naturalmente, "pode ser desastroso", e que "de qualquer maneira é melhor a elevação com uma cúpula ao invés de “uma massa de instalações e volumes técnicos, legitimados depois da anistia”. Contudo, este comentário provavelmente não leva em conta o princípio da proteção contextual dos centros históricos, prevista em lei, no que diz respeito a outras elevações históricas, como a cúpula vizinha de San Carlo al Corso, construída por Pietro da Cortona em 1669, mas talvez esse aspecto seja secundário na presença de uma dita "arquitetura de qualidade".